# Клейнсман, Моник
Моник Фрида Мариа Клейнсман (нидерл. Moniek Frida Maria Kleinsman; род. 3 ноября 1982 года, Бентело, Нидерланды) — нидерландская конькобежка; Участница зимних Олимпийских игр 2006 года, двукратная призёр Кубка мира, 2-кратная чемпионка и 4-кратная призёр чемпионата Нидерландов.. Выступала за команду "Deventer IJsclub".

## Биография
Моник Клейнсман родилась в деревне Бентело, муниципалитета Хоф-ван-Твенте и провела детство на ферме своего отца. Начала кататься на коньках в возрасте 4-х лет и каждую неделю посещала каток со своей семьей. Сначала она занималась шорт-треком, а в 12 лет перешла в конькобежный спорт.

### Спортивная карьера
Моник Клейнсман с 2000 года участвовала в чемпионате Нидерландов, как на юниорском, так и на взрослом уровне. Летом 2004 года она покинула тренировочную команду Яна ван Вина "DSB". В ноябре 2004 года она впервые выиграла бронзовые медали в забегах на 3000 м и 5000 м на чемпионате Нидерландов и в декабре стала чемпионкой в многоборье. В сезоне 2004/05 заключила контракт с командой "TVM" и стала участвовать в Кубке мира, а в январе 2005 года дебютировала на чемпионате Европы в классическом многоборье, где финишировала на 3-м месте в забеге на 1500 м, но в общем зачёте заняла 7-е место. Следом на зимней Универсиаде в Инсбруке выиграла золото на дистанции 3000 м.
В феврале на чемпионате мира в классическом многоборье заняла 8-е место и в марте на чемпионате мира на отдельных дистанциях в Инцелле заняла 7-е место в забеге на 3000 м, 12-е на 5000 м и 6-е в командной гонке. Первую золотую медаль на соревнованиях международного уровня Клейнсман выиграла во время Кубка мира по конькобежному спорту 2005/2006 года, что проходил 4 декабря 2005 года в голландском городе — Херенвен. В женской командной гонке с результатом 3:03.61 их команда заняла первое место, обогнав соперниц из Канады (3:03.95 — 2-е место) и России (3:04.22 — 3-е место).
На зимних Олимпийских играх 2006 Клейнсман была заявлена для участия в забеге на 3000 м и командной гонке преследования. В забеге на 3000 м она финишировала с результатом 4:13.81. В общем итоге она заняла 17-е место. В командной гонке преследования на 2400 м голландские спортсменки финишировали шестыми. В 2007 году Моник выиграла на зимней Универсиаде в Турине золотую медаль в командной гонке, серебряную в забеге на 5000 м и бронзовую на 1500 м. В марте на 7-м этапе Кубка мира 2006/2007 вместе с подругами по команде завоевала бронзу в командной гонке.
Два следующих сезона она не попадала в состав сборной, только в сезоне 2009/10 смогла занять 2-е место в забеге на 5000 м на Национальном чемпионате и пробилась на Кубок мира, а через год выиграла чемпионат Нидерландов на дистанции 5000 м, но на Кубке мира так и не показала хороших результатов. В своём последнем сезоне Моник из-за проблем со спиной не могла выступать в полную силу и 22 марта 2012 года 29-летняя конькобежка объявила о завершении профессиональной карьеры..

## Личная жизнь
Моник Клейнсман получила медицинское образование. С 2010 года она помогает работодателям и сотрудникам в решении проблем невыхода на работу, реинтеграции и личностного развития сотрудников. Работала послом Молодежного спортивного фонда Оверэйсел. Вступила в партию Христианско-демократический призыв и в 2015 году была кандидатом в депутаты на выборах в Провинциальные Советы. По результатам выборов она получила 492 голоса и была избрана. В своей деятельности отвечает за развитие и популяризацию спорта в провинции Оверэйссел. Она живёт со своим парнем Уолтером и детьми Лукасом (2019) и Семом (2020) в Оммене. Моник с мужем возглавила автомобильную компанию "VW servicedealer" в Эммелорде. А с 13 ноября 2018 года они также стали сервисными дилерами Skoda и Seat.